# بازی مرکب (فصل ۲)
فصل دوم مجموعهٔ تلویزیونی دلهره‌آورِ بقای ساخت کرهٔ جنوبی بازی مرکب به‌دست نویسنده و تهیه‌کننده تلویزیونی کره‌ای هوانگ دونگ هیوک ساخته شده است. این مجموعه محصول نتفلیکس است و فصل دوم آن در ۲۶ دسامبر ۲۰۲۴ منتشر شد.
در این فصل بازیگرانی مانند لی جونگ جه، وی ها جون، لی بیونگ هون، ایم شی وان، کانگ ها نول، لی جین ووک، پارک سونگ هون، یانگ دونگ گون، جو یو ری، کانگ ئه شیم، اوه دال سو و پارک گیو یونگ ایفای نقش می‌کنند. داستان این فصل سه سال پس از فصل نخست جریان دارد، و به زندگی سونگ گی هون پس از برنده شدن در بازی مرکب می‌پردازد که از رفتن به ایالات متحده منصرف شده و قصد دارد به بازی‌ها بازگردد.
انتشار فصل سوم و پایانی برای سال ۲۰۲۵ تأیید شده است. فصل سوم هم‌زمان با فصل دوم فیلم‌برداری شده است.

## قسمت‌ها
| شم. کلی | شم. در فصل | عنوان                                                                         | کارگردان        | نویسنده         | تاریخ پخش اصلی |
| ------- | ---------- | ----------------------------------------------------------------------------- | --------------- | --------------- | -------------- |
| ۱۰      | ۱          | «نان و لاتاری» Transcription: "Ppang-gwa Bokgwon" (کره‌ای: 빵과 복권)          | هوانگ دونگ هیوک | هوانگ دونگ هیوک | ۲۶ دسامبر ۲۰۲۴ |
| ۱۱      | ۲          | «مهمانی هالووین» Transcription: "Hallowin Pati" (کره‌ای: 할로윈 파티)          | هوانگ دونگ هیوک | هوانگ دونگ هیوک | ۲۶ دسامبر ۲۰۲۴ |
| ۱۲      | ۳          | «001»                                                                         | هوانگ دونگ هیوک | هوانگ دونگ هیوک | ۲۶ دسامبر ۲۰۲۴ |
| ۱۳      | ۴          | «شش پا» Transcription: "Yeoseot Gaeui Dari" (کره‌ای: 여섯 개의 다리)           | هوانگ دونگ هیوک | هوانگ دونگ هیوک | ۲۶ دسامبر ۲۰۲۴ |
| ۱۴      | ۵          | «یک بازی دیگر» Transcription: "Han Pan Deo" (کره‌ای: 한 판 더)                 | هوانگ دونگ هیوک | هوانگ دونگ هیوک | ۲۶ دسامبر ۲۰۲۴ |
| ۱۵      | ۶          | «O X»                                                                         | هوانگ دونگ هیوک | هوانگ دونگ هیوک | ۲۶ دسامبر ۲۰۲۴ |
| ۱۶      | ۷          | «دوست یا دشمن» Transcription: "Chingu-inga Jeoginga" (کره‌ای: 친구인가 적인가) | هوانگ دونگ هیوک | هوانگ دونگ هیوک | ۲۶ دسامبر ۲۰۲۴ |

## بازیگران و شخصیت‌ها

### بازیگران اصلی
- لی جونگ جه در نقش سونگ گی هون (۴۵۶)
- لی بیونگ هون در نقش هوانگ این هو، فرانت من
- وی ها جون در نقش هوانگ جون هو
- ایم شی وان در نقش لی میونگ گی (۳۳۳)[۲][۳]
- کانگ ها نول در نقش کانگ ده هو (۳۸۸)[۲][۳]
- لی جین ووک در نقش پارک گیونگ سوک (۲۴۶)[۴][۳]
- پارک سونگ هون در نقش چو هیون جو (۱۲۰)[۲][۳]
- یانگ دونگ گون در نقش پارک یونگ شیک (۰۰۷)[۲][۳]
- جو یو ری در نقش کیم جون هی (۲۲۲)[۴][۳]
- کانگ ئه شیم در نقش جانگ گوم جا (۱۴۹)[۴][۳]
- لی سو هوان در نقش جونگ به (۳۹۰)
- پارک گیو یونگ در نقش کانگ نو اول[۴][۳]

### دوره‌ای
- پارک هی سون در نقش مرد نقابدار
- کیم بیونگ چول در نقش مربع
- لی سانگ جون در نقش سرباز با لباس صورتی
- جون سوک هو در نقش چوی وو سوک[۵]
- چه کوک هی در نقش سون نیو (۰۴۴)[۶][۳]
- سونگ یونگ چانگ در نقش ایم جونگ ده (۱۰۰)[۷]
- لی دیوید در نقش پارک مین سو (۱۲۵)[۴][۳]
- در نقش چوی سو بونگ «تانوس» (۲۳۰)[۴][۳]
- رو جه وون در نقش نام گیو (۱۲۴)[۴][۳]
- وون جی آن در نقش سه می (۳۸۰)[۴][۳]
- کیم شی اون در نقش کیم یونگ می (۰۹۵)[۸][۹][۱۰][۳]
- اوه دال سو در نقش کاپیتان دریا پارک[۱۱][۱۲]

### بازیگران مهمان
- گونگ یو در نقش فروشنده‌ای که شرکت‌کنندگان را برای بازی جذب می‌کند
- پارک هه جین در نقش مادر سانگ وو
- پارک شی وان در نقش کانگ چول، برادر کوچکتر کانگ سه بیوک
- سونگ دو هیون در نقش سرباز حرفه‌ای کیم
- کیم پوپ ره در نقش آقای کیم
- سونگ جی وو در نقش کانگ می نا (۱۹۶)

## عناوین بازی‌ها
بازی اول (چراغ سبز - چراغ قرمز): در این بازی، شرکت کنندگان ۵ دقیقه زمان خواهند داشت که با اعلام چراغ سبز به جلو حرکت کنند و با اعلام چراغ قرمز توقف کنند! در صورت تشخیص حرکت آنها توسط آنالیز کننده (عروسک) حذف می‌شوند. همچنین اگر نتوانند در زمان پنج دقیقه ای از خط قرمز مقابلشان رد شوند، از بازی حذف می‌شوند.
بازی دوم (پنج گانهٔ شش پا): بازیکنان به گروه‌های پنج نفره تیمی تقسیم می‌شوند و قبل از شروع بازی، به پاهای آنها زنجیر وصل می‌شود، پس از آن باید پنج بازی کوچک را از (داکجی تا جگی) به ترتیب در دور دایره ای، در زمان ۵ دقیقه ای انجام دهند، در صورت موفقیت در هر بازی ترتیبی، تیم‌ها می‌توانند به سوی بازی کوچک بعدی حرکت کنند، در صورت موفق نشدن هم باید بازی را تا زمانی انجام دهند که موفق شوند! آنها باید تا زمان مشخص شده از خط پایان رد شوند.
بازی سوم (مینگل): بازیکنان در صفحه ای دایره ای می‌ایستند و نماهنگ بازی پخش می‌شود، صفحهٔ دایره ای تا زمانی می‌چرخد که آهنگ ادامه می‌یابد، همان‌طور که آهنگ پخش می‌شود. لحظه ای صفحه می‌ایستد و آهنگ متوقف می‌شود، پس از آن یک شماره گفته می‌شود. شرکت کنندگان باید با توجه به شماره گفته شده به تیم‌های شماره ای تقسیم شوند و در زمان ۳۰ ثانیه ای با هم گروه خود به یک اتاقک مقابل بروند و آن را قفل کنند! پس از اتمام زمان، تمام شرکت کنندگانی که نتوانستند به اتاقک‌ها بروند یا به گروه‌های گفته شده تقسیم شوند، حذف می‌شوند.

## تولید

### توسعه

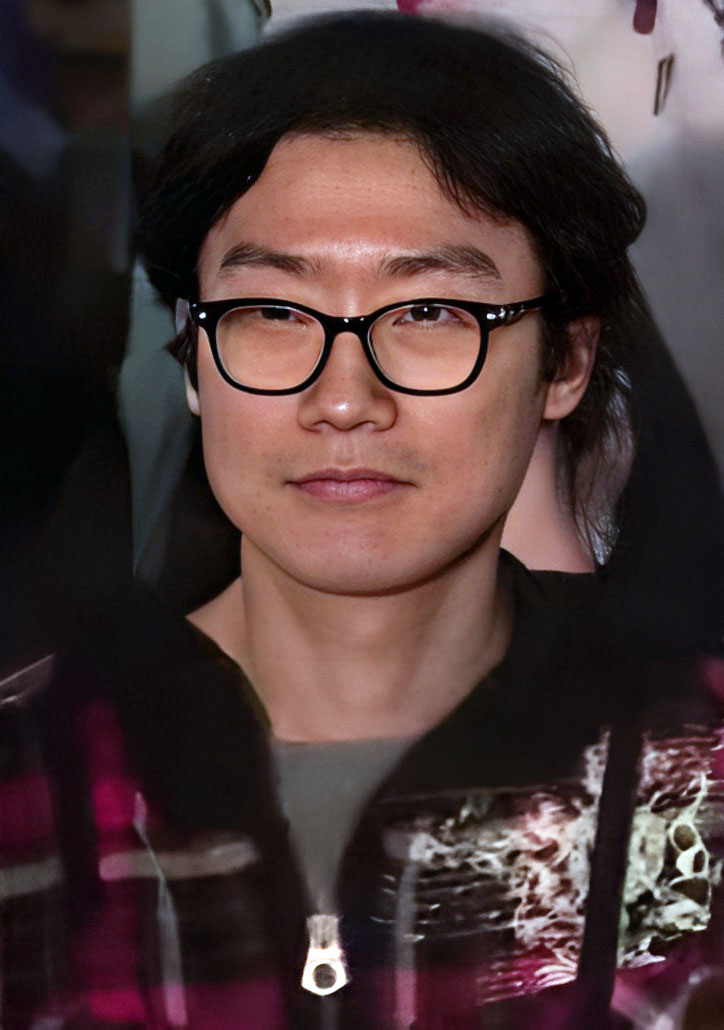
سازنده و کارگردان سریال هوانگ دونگ هیوک

در اواخر اکتبر ۲۰۲۱، هوانگ دونگ هیوک خالق سریال بازی مرکب اظهار داشت که در حال مذاکره با نتفلیکس برای ساخت فصل دوم است. او همچنین در دسامبر ۲۰۲۱ اظهار داشت که در حال بحث دربارهٔ ساخت فصل سوم با نتفلیکس است. هوانگ می‌خواست ابتدا فیلم دیگری تولید کند، و همچنین قراردادی با نتفلیکس برای انتشار فیلم‌های دیگری که ممکن است در کنار فصل‌های بعدی بازی مرکب بسازد، منعقد کند تا از شناخته شدن تنها برای ساخت سریال بازی مرکب جلوگیری کند. هوانگ تأیید کرد که کار مفهوم سازی فصل دوم را در جریان یک رویداد مطبوعاتی در نوامبر ۲۰۲۱ آغاز کرده است و قصد دارد لی جونگ جه را برای بازی مجدد در نقش گی‌هون بازگرداند. همچنین نتفلیکس در پاسخ به اظهارات هوانگ اعلام کرد که آنها هنوز به‌طور رسمی فصل دوم را اعلام نکرده‌اند، اما در حال مذاکره با هوانگ برای ساخت فصل دوم هستند.

## بازاریابی
در طول هفته گیکد نتفلیکس در سپتامبر ۲۰۲۴، یک پوستر و یک تیزر از فصل دوم این سریال منتشر شد.

## انتشار
تمام ۷ قسمت فصل دوم این مجموعه در ۲۶ دسامبر ۲۰۲۴ به صورت همزمان منتشر شد.

## بازخورد

### آمار بینندگان
فصل دوم در سه روز نخست پخش ۶۸ میلیون بازدید داشت که بالاترین رقم بیننده افتتاحیهٔ برای نتفلیکس بود. رکورد قبلی در دست فصل نخست ونزدی با ۵۰٫۱ میلیون بازدید در هفته پخش آن بود.

### واکنش نقادانه
در وب‌سایت جمع‌آوری نقد راتن تومیتوز، ۸۲٪ از ۶۶ بازبینی منتقدان مثبت هستند و این مجموعه میانگین امتیاز ۷٫۲۰/۱۰ را کسب کرده است. اجماع منتقدان این وبگاه می‌گوید «در حالی که بازگشت بازی مرکب چاره‌ای جز از دست دادن عنصر غافلگیرانه را ندارد، برخی از چالش‌های مطلقاً شیطانی و یک دیدگاه اخلاقی پیچیده این فصل سال دومی را هیجان‌انگیز نگه می‌دارد.» فصل دوم این مجموعه در متاکریتیک که نمرات بر اساس میانگین وزنی است، بر اساس نظر ۳۳ منتقد امتیاز ۶۱ از ۱۰۰ را دریافت کرده که نشان‌دهندهٔ «بررسی‌های عموماً مطلوب» است.
لورا مارتین، منتقد بی‌بی‌سی، به این فصل ۴ ستاره از ۵ ستاره داد و گفت که این فصل با کیفیت تولید فصل نخست برابری می‌کند. آنابل نیوجنت در ایندیپندنت نیز به این فصل ۴ ستاره از ۵ ستاره داد و گفت اگرچه به اندازه فصل نخست شوکه‌کننده نبود، اما از نظر خشونت همچنان گیراست. نظر ربکا نیکلسون در گاردین به‌دلیل مسائلی که در خصوص فیلم‌نامه و روند کند داستانی بیان کرد، کمتر مثبت بود و به این فصل ۳ ستاره از ۵ ستاره داد. کلی لاولر از یواس‌ای تودی به این فصل ۲ ستاره از ۴ ستاره داد و داستان را نامتعارف و پایان آن را ناخشنودکننده خواند.